# Natasha Romanoff
Pour les articles homonymes, voir Romanov (homonymie) et Veuve noire (homonymie).
Natalia « Natasha » Alianovna Romanova ou Natasha Romanoff (en russe, Наталья "Наташа" Альяновна Романоф) est un personnages de fiction évoluant dans l'univers Marvel de la maison d'édition Marvel Comics. Elle est l'une des incarnations de Veuve noire (Black Widow en version originale). Créée par le scénariste Stan Lee et les artistes Don Rico et Don Heck, elle est d'abord apparue comme l'ennemie d'Iron Man dans le comic book Tales of Suspense #52 en avril 1964, mais plus tard s'est reconvertie en super-héroïne.
Dans l'univers cinématographique Marvel, le personnage est incarné par l'actrice Scarlett Johansson. Elle fait partie de l'équipe des six Avengers originaux dans les quatre films qui leur sont consacrés. Elle apparaît également dans plusieurs autres œuvres de l'univers cinématographique, depuis le film Iron Man 2 (2010) avant d'être le personnage central du film Black Widow sorti en 2021. Ce dernier introduit également Yelena Belova, incarnée par l'actrice Florence Pugh.

## Biographie du personnage
Descendante de la famille impériale de Russie, Natalia Romanova est abandonnée très jeune et recueillie par le soldat Ivan Petrovitch en 1928. Ce dernier veille sur elle jusqu'à son âge adulte. Elle rencontre Logan (futur Wolverine) en 1940 à Moscou puis à Génosha en 1941 où il la sauve de la Main avec Captain America et Ivan Petrovitch.
Natalia se révèle être une brillante élève et une athlète exceptionnelle, excellant notamment dans la danse classique, devenant célèbre en Union soviétique comme ballerine du théâtre Bolchoï. Un autre récit dit que Natasha a été élevée dès sa petite enfance par le programme Black Widow Ops de l'URSS en plus des soins d'Ivan Petrovitch dans le centre secret "Chambre Rouge". Là, elle était améliorée sur le plan biotechnologique et psycho-technologique ; un récit qui fournit une justification pour sa durée de vie exceptionnellement longue. Dans ce récit, elle n’a jamais vraiment formé au ballet au théâtre Bolchoï, ayant été implantée avec des souvenirs artificiels. Quand elle fut prête, Ivan a été placé comme son assistant. En 1956, Ivan a reçu le même sérum retardant l’âge que Natalia. Il a été fourni par le Soldat de l'hiver (James Barnes) pour sauver Ivan blessé à mort à Berlin, en échange de la loyauté d’Ivan et de Natalia.
Peu importe lequel de ces récits est exact, Ivan s'est finalement arrangé pour que Natasha épouse le pilote d'essai soviétique renommé Alexei Shostakov, mais leur bonheur est de courte durée. Elle a ensuite été victime de chantage par le KGB qui l’oblige à agir comme agent secret avec la vie de son mari menacée. Alors qu'Alexei part en mission, il apprend les nouveaux plans de l'État le concernant, qui excluent tout contact avec ses amis et autres connaissances passées, y compris sa propre épouse. Au cours d'un âpre entraînement dans la Chambre rouge, Shostakov est conditionné pour devenir le Garde rouge, un agent costumé devant être l'homologue soviétique de Captain America. En 1963, afin de couper les ponts avec son époux, le secrétaire du parti Nikita Khrouchtchev affirme à Natalia que son mari est mort dans l'explosion d'une fusée expérimentale au Cosmodrome de Baïkonour. Éperdue de douleur, la désormais veuve déclare qu'elle souhaite se montrer digne de la mémoire de son mari héroïque. Le KGB, qui avait prévu sa réaction, la forme pour devenir l'espionne connue sous le nom de Veuve noire.
Durant ce temps, elle a eu une formation sous les ordres du Soldat de l’hiver et ils ont commencé une relation secrète. Après un incident lors d’une opération, James Barnes a été jugé instable et mis en cryostase chaque fois qu’il n’était pas nécessaire pour une mission, laissant Natasha seule et dévastée.
Natasha a sauvé Logan des assassins de l'HYDRA quand il est apparu en Amérique sans aucun souvenir de son passé. Elle le revoit de nouveau quelque temps plus tard en Russie lorsqu’elle était en mission du KGB pour empêcher trois espions américains inconnus (Logan, Carol Danvers et Ben Grimm) de voler le projet russe Red Storm.
À ses débuts, la Veuve noire n'agit pas sous une identité costumée mais utilise divers alias (notamment Natasha Romanoff). Sa première tâche est d'infiltrer des industries de pointe aux États-Unis et d'aider son associé Boris Turgenov à éliminer le professeur Anton Vanko (la première Dynamo pourpre), considéré comme un déserteur et un traître par le pouvoir communiste. Mais elle est contrecarrée à plusieurs reprises par le héros Iron Man dans ses diverses tentatives d'infiltrer les industries américaines high-tech.
Pour mener à bien certaines de ses activités subversives, elle s’allie à l'américain Clint Barton, alors recherché en tant que criminel et attiré par Romanova. La Veuve noire revêt son premier costume lors de sa quatrième mission aux États-Unis. Cependant, son amour croissant pour Clint Barton l'amène à un affaiblissement de sa résolution à continuer ses missions pour l'URSS. Œil-de-faucon, qui a abandonné sa carrière de criminel et qui s'est amendé, est enrôlé au sein des Vengeurs.
Natalia tombe ensuite dans les mains d'agents secrets de la république populaire de Chine, qui lui font subir un lavage de cerveau, lui ordonnant d'attaquer les Vengeurs en s'alliant avec Swordsman et le premier Power-man (Erik Josten). Mais elle se libère de leur emprise et retrouve Œil-de-faucon, révélant sa véritable identité et offrant ses services au SHIELD, qui se sert de ses talents à de nombreuses occasions. Les Vengeurs combattront le Garde Rouge (Alexei Shostakov) qui meurt lors de l'explosion de la base secrète du colonel Ling.
Après la fin de sa liaison avec Barton, Natalia entame un partenariat, ainsi qu'une histoire d'amour avec Matt Murdock (Daredevil). Elle reste cependant amie avec les deux hommes.
Elle a cofondé les Champions de Los Angeles après avoir réussi à déjouer un complot de Pluton pour envahir l'Olympe. L'équipe s'est rapidement dissoute en raison d'une faillite financière, Natasha tentant un partenariat avec Hercules sans succès. Elle sert alors comme membre réserviste des Vengeurs, restant active en tant qu'aventurière « freelance ».
Ancienne citoyenne soviétique, elle réside désormais aux États-Unis, sous couvert d'un visa prolongé délivré par le SHIELD. Elle a un casier judiciaire aux États-Unis pour ses activités d'espionnage, mais une amnistie lui a été accordée grâce à l'intervention du SHIELD.
Après avoir traversé une crise de conscience, Natalia a accepté un contrat qui l'a mise en concurrence avec Yelena Belova, une autre Russe revendiquant le titre de Veuve noire.

## Pouvoirs, capacités et équipement
Natalia Romanova a été entraînée dès son plus jeune âge pour être une athlète hors pair. Ballerine accomplie, elle est également experte dans de nombreuses disciplines d'arts martiaux comme le karaté, la savate, la boxe ou encore le kung fu. Elle est aussi une tireuse d'élite accomplie et une experte dans les techniques d'espionnage.
Les cartouches autour de ses poignets renferment divers gadgets d'espion : capsules de gaz lacrymogène, émetteur radio, câble déroulable, voire un petit dispositif capable d'émettre une décharge électrostatique à haute fréquence (son « dard de veuve »).
Elle est également équipée d'un lanceur de flèches empoisonnées, avec lequel elle manquera de tuer Angar, au grand désarroi de Daredevil. Son costume possède également des micro-ventouses intégrées qui lui permettent de se déplacer sur les murs et au plafond.

## Versions alternatives
- Dans la série Ultimates (Terre-1610), la Veuve noire trahit l'équipe des Ultimates (les Vengeurs de la Terre 1610) et rejoint le groupe des Libérateurs. Elle est ensuite tuée par Œil-de-faucon dont la famille a péri à cause d'elle.
- Dans la série Marvel 1602 (Terre-311), Natasha Romanova initialement alliée de Matthew Murdoch (le Barde), le trahit plus tard au profit du comte Otto von Fatalis qui devient son amant[20].
- Dans la série Marvel Zombies (Terre-2149 ou Terre-Z),  Robert Reynolds (Terre-91126) zombifié fait irruption sur la Terre-2149 et infecte la population. Les Vengeurs, le colonel America, la veuve noire, Ms. Marvel, Luke Cage et Hawkeye affrontent Sentry. Ils sont rapidement surpassés, mordus et infectés par la contagion zombie[21].
- Dans la série Exiles, Natasha Romanoff de la Terre-8545 est un des êtres super-puissants convertis en Vi-Lock Prime par le virus Legacy muté[22].
- Dans la série Mutant X (Terre-1298), la Veuve noire (équipée des lance-toiles de Spider-Man) dirige les Vengeurs et a une relation avec Captain America. Elle et le reste des Vengeurs ont été tués par un Captain America mutant et super-puissant devenu fou[23];
- Dans la série House of M (Terre-58163), la Veuve noire fait partie des super-soldats soviétiques qui ont essayé de défendre Génosha d’une attaque par le roi Erik Magnus (Magneto) et ses forces mutantes[24];
- Elle a été mariée à James Barnes (le Soldat de l’hiver) en 1872 à Timely, Nouveau Mexique (dans un univers alternatif du Far West, la Terre-51920), mais il est révélé que l'adjoint Barnes du shérif Steven Rogers a été tué par les hommes du maire Wilson Fisk alors qu'il tentait d'arrêter un lynchage, devenant sa veuve[25].
- Dans le monde de Spider-Gwen (terre-65), Natasha Romanoff est membre d’une organisation qui s’occupe des super-héros. Natasha est au courant du multivers et du rôle que ses homologues occupent habituellement[26].

## Autour du personnage
- En 1941, Captain America et Wolverine empêchent à Génosha que la jeune Natasha Rovanoff soit entrainée par la secte de la Main[4].
- Lors de l'idylle entre Natasha Romanoff et Matt Murdock (Daredevil)[27], le meilleur ami de Matt, Foggy Nelson se montre agressif envers Natasha, cette dernière lui en voulant par la suite. Puis, quand Foggy se sacrifie pour la sauver, la Veuve noire devient folle de rage et se déchaîne contre l'organisation criminelle HYDRA qui a osé enlever son ancien persécuteur[28].
- Après s'être laissé séduire/hypnotiser par le super-vilain Mandrill, la Veuve noire s'attaque à Daredevil avec lequel elle venait de se brouiller. Celui-ci parvient cependant à retourner la situation[29].
- Quand Daredevil tombe amoureux de Dragon-lune, cela ne plaît pas vraiment à la Veuve noire[30].
- Quand l'un de ses anciens amants, Andrei Rostov (Agamemnon), menace de provoquer un tsunami sur les États-Unis, elle hésite à l'éliminer alors qu'il va déclencher le mécanisme fatal. La Chose, qui n'a pas d'états d'âme amoureux intervient alors et évite la catastrophe[31].
- Avant de diriger les Vengeurs, la Veuve noire a dirigé une équipe de super-héros : les Champions de Los Angeles, financée par Angel avec également Iceberg (Bobby Drake), le demi-dieu Hercule et Ghost Rider (Johnny Blaze)[32]. Lorsque Ivan, son père adoptif, est grièvement blessé accidentellement par Yuri Petrovitch, son fils portant l'armure de la Dynamo pourpre, la Veuve noire en est très affectée ; mais Ivan se rétablit finalement et ils reprennent du service ensemble, mais sans équipe pour un temps.
- Dans l'arc narratif Sous l'aile du diable, Daredevil sauve la vie d'un bébé et demande à Natasha de le garder pendant quelque temps. Cette dernière appréciera peu de se voir reléguée à un rôle de subalterne.
- La Veuve noire est sortie pendant un temps avec Steve Rogers (Captain America).
- Dans le film Avengers : L'Ère d'Ultron, elle commence une relation avec Bruce Banner (Hulk).
- Dans un essai d'une étudiante américaine datant de 2015, l'auteur affirme que la Veuve noire est, dans les films où le personnage apparait, une figure sexiste comme le montre son apparence. De plus, l'auteur estime que le personnage est hypersexualisé, le réduisant à l'image d'une « femme fatale » plutôt qu'une héroïne comme ses homologues masculins[33].

## Apparitions dans d'autres médias
Sauf indication contraire, les informations mentionnées dans cette section peuvent être confirmées par la base de données cinématographiques IMDb,  présente dans la section « Liens externes ».

### Cinéma

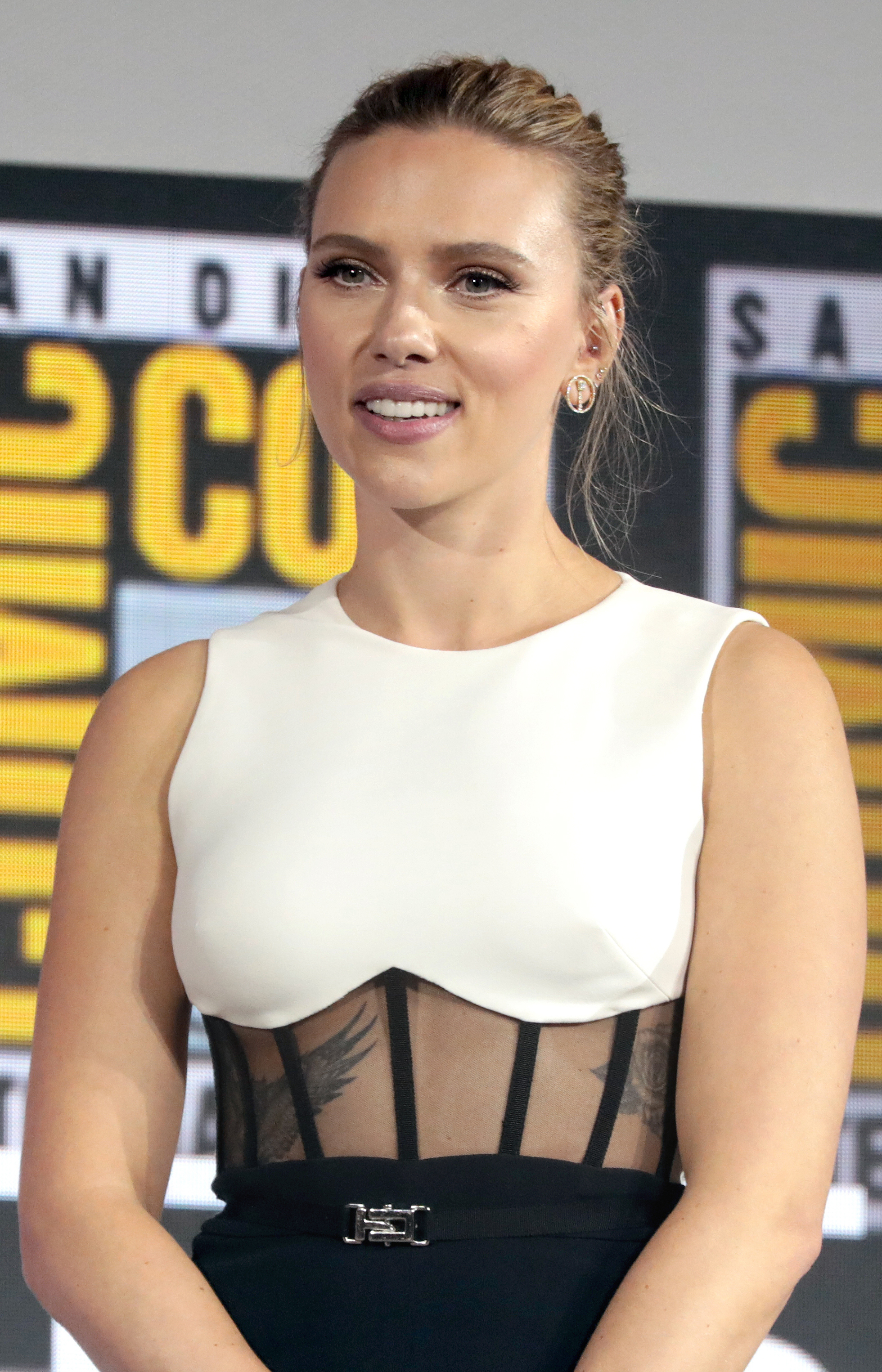
Dans l'univers cinématographique Marvel, Scarlett Johansson incarne Natasha Romanoff

Natasha Romanoff est incarnée par Scarlett Johansson dès Iron Man 2 (2010), troisième film de l'univers cinématographique Marvel. Elle devient alors l'un des personnages centraux de la série de films, jusqu'à son film « solo » Black Widow sorti en 2018.
- 2010 : Iron Man 2 réalisé par Jon Favreau

Alors que Tony Stark va signer les contrats de succession en faveur de Virginia « Pepper » Potts, il fait la connaissance d'une nouvelle employée, Natalie Rushman (qui est en réalité Natasha Romanoff, chargée par le directeur du SHIELD, Nick Fury, de surveiller Stark). Subjugué par son charme, il lui demande de devenir sa nouvelle secrétaire et celle-ci accepte. Plus tard Tony Stark sur le point de mourir, l'agent Romanoff injecte à Tony du dioxyde de lithium pour alléger ses symptômes et lui laisser plus de temps pour trouver un élément de substitution au palladium qui est en train de le tuer.
- 2012 : Avengers réalisé par Joss Whedon

Nick Fury prend la décision de réactiver le projet Initiative des Avengers afin de récupérer le Tesseract et mettre fin aux plans de Loki. Natasha Romanoff est envoyée à Calcutta pour recruter le docteur Bruce Banner. Captain America et Iron Man le capturent Loki, appuyés par Natasha Romanoff. Emprisonné sur l'héliporteur du SHIELD, Loki est interrogé par Natasha. Il lui révèle par erreur une partie de son plan : il projette de réveiller Hulk en faisant brutalement attaquer le vaisseau par un commando mené par Clint Barton. Son plan fonctionne, Natasha réussit malgré tout à assommer et capturer Barton, et celui-ci revient à la raison. À la suite de l'attaque de New-York par les Chitauri, le docteur Erik Selvig, libéré du contrôle de Loki, révèle à Natasha que le sceptre de Loki peut être utilisé pour fermer le portail, ce qu'elle fait. La Terre est sauvée.
- 2014 : Captain America : Le Soldat de l'hiver réalisé par les frères Anthony et Joe Russo

Natasha Romanoff emmène Steve Rogers en mission : ils doivent se rendre dans l'océan Indien pour sauver les otages d'une plateforme mobile de lancement satellite du SHIELD : le Lemurian Star. Captain America, l'agent Rumlow, Romanoff et leurs hommes se battent contre le groupe de pirates de George Batroc et sauvent les otages. Mais il s'avère que Natasha doit également accomplir une autre mission : récupérer des données secrètes du SHIELD dans un ordinateur du Lemurian Star. Après la tentative d’assassinat du « Soldat de l'Hiver » sur Nick Fury, Steve est considéré comme un traître et de nombreux agents du SHIELD sont lancés à sa poursuite. Il réussit à s'échapper et Natasha se joint à lui. En analysant les données du Lemurian Star sur ordinateur, Steve et Natasha localisent un bunker qui cache la conscience d'Arnim Zola, un scientifique qui travaillait pour Crâne rouge. Zola dévoile à Steve et Natasha qu'HYDRA existe toujours en infiltrant le SHIELD et leur révèle le but de l'organisation : se servir du projet Insight pour créer un nouvel ordre mondial fasciste. C'est alors que l'ancien QG est détruit par un missile du SHIELD. Steve et Natasha réussissent à s'échapper. Pendant le déploiement du projet Insight, Natasha divulgue tous les secrets d'HYDRA et du SHIELD sur Internet afin de démanteler les deux organisations. Après ces événements, Natasha témoigne devant une commission sénatoriale qui lui demande d'expliquer comment le pays assurera sa sécurité nationale à la suite de l'effondrement du SHIELD.
- 2015 : Avengers : L'Ère d'Ultron réalisé par Joss Whedon

Les Avengers retrouvent le sceptre de Loki qui est conservé dans un château en Sokovie par HYDRA. Après leur victoire, ils organisent une soirée où elle tombe sous le charme du docteur Banner. Alors qu'Ultron cherche du vibranium au Wakanda, Wanda la plonge dans son passé d'espionne russe. À la fin, elle prend part au combat contre les robots d'Ultron en Sokovie.
- 2016 : Captain America: Civil War réalisé par les frères Anthony et Joe Russo

Natasha est en mission à Lagos avec les Avengers afin d'arrêter Crossbones. Elle assiste donc à la catastrophe causée par Wanda. Elle prend part au conflit opposant les Avengers en signant les « accords de Sokovie » et en combattant au côté d'Iron Man.
- 2018 : Avengers: Infinity War réalisé par les frères Anthony et Joe Russo

Avec Steve Rogers et Sam Wilson, elle sauve Wanda et Vision des mains de deux des enfants de Thanos. Ensuite, elle et tout ce groupe repartent vers la base des Avengers retrouver James Rhodes et Bruce Banner (marquant notamment les retrouvailles entre Bruce et Natasha). Finalement, ils décident de se rendre tous au Wakanda, pour extraire la pierre de l'esprit du crâne de Vision. Natasha prendra d'ailleurs part à la bataille qui suivra, pour contrer les forces de Thanos.
- 2019 : Captain Marvel réalisé par Anna Boden et Ryan Fleck (caméo, scène post-générique)

Natasha et Steve Rogers regardent une projection affichant le recensement des personnes disparues. Elle exprime alors son souhait d'être avertie quand ils auront du nouveau, car elle veut savoir qui est à l'autre bout d'un mystérieux beeper appartenant à Fury. C'est alors que Captain Marvel surgit derrière Natasha et demande où est Fury.
- 2019 : Avengers: Endgame réalisé par les frères Anthony et Joe Russo

Elle se rend avec Clint Barton en 2014, sur la planète Vormir, pour récupérer la pierre de l'âme. Comme Thanos et Gamora dans Infinity War, ils rencontrent Crâne Rouge qui leur explique le prix à payer pour obtenir cette pierre d'infinité. S'ensuit alors une lutte entre Clint et Natasha car chacun veut se sacrifier. Finalement, c'est elle qui se donne la mort, permettant ainsi à Clint d'avoir en sa possession la pierre. C'est la seule Avengers qui ne participera pas à la bataille finale contre l'armée de Thanos à la fin du film.
- 2021 : Black Widow réalisé par Cate Shortland

Après les évènements de Captain America: Civil War, Natasha est en cavale et est forcée de renouer les liens avec sa "famille" composée de Yelena Belova, Alexei Shostakov et Melina Vostokoff afin de mettre un terme aux agissements de la Chambre Rouge et de son dirigeant, le général Dreykov. Après la destruction définitive du lieu de formation des Veuves noires, Natasha part libérer les autres Avengers emprisonnés, menant aux évènements d'Infinity War.

### Films d'animation
- 1966 : The Marvel Super Heroes
- 2006 : Ultimate Avengers
- 2006 : Ultimate Avengers 2
- 2008 : Next Avengers: Heroes of Tomorrow
- 2014 : Avengers Confidential: Black Widow & Punisher

### Télévision
- depuis 2013 : Avengers Rassemblement (série d'animation)
- 2014 : Ultimate Spider-Man (série d'animation)
- 2014 : Marvel Disk Wars: The Avengers (série d'animation japonaise)
- 2021 : What If...? (série d'animation)

### Jeux vidéo
- 2005 : The Punisher
- 2013 : Lego Marvel Super Heroes
- 2015 : Marvel : Tournoi des champions
- 2015 : Lego Marvel's Avengers
- 2016 : Marvel Heroes
- 2017 : Marvel vs. Capcom: Infinite
- 2017 : Lego Marvel Super Heroes 2
- 2019 : Fortnite (personnage jouable)
- 2020 : Marvel's Avengers
- 2024 : Marvel Rivals (personnage jouable)